# Carolina Aragão
Carolina Aragão Victório José Maria (Rio de Janeiro, 25 de novembro de 1987) é uma ex-jogadora de voleibol de praia brasileira, campeã mundial nas categorias Sub-19 e Sub-21

## Carreira
No ano de 2004 formou dupla com Clarisse Peixoto na edição do Campeonato Mundial Sub-19 em Termoli, ocasião que finalizaram na quinta posição.
Em 2005 formou dupla com Bárbara Seixas para representar o país na edição do Campeonato Mundial Sub-19 realizado em Saint-Quay-Portrieux e sagram-se campeãs e disputaram no mesmo ano o Mundial Sub-21 no Rio de Janeiro finalizando na vigésima quinta colocação.
Com Bárbara Seixas obteve a medalha de ouro no Campeonato Mundial Sub-21 de 2006 sediado em Mysłowice.E na temporada de 2007 atuou ao lado de Fabiane Aires no Campeonato Mundial Sub-21 realizado em Modena, ocasião que encerram na competição em vigésimo nono lugar.